# 一泉
一泉，本名石源，初名三友，法号宝源，自称梅花禅子。青浦人，清代来青阁僧人、画家。

## 简歷
一泉為青浦人，投来青阁出家。初名三友，法号宝源，自称梅花禅子。张得天購别墅於横云山下，请其住院，適鑿井有甘泉之应，遂更名。后徙苏州花山。精於書法，善画梅，笔致纵横，不拘绳墨。乾隆帝辛未年南巡，进呈《梅花长卷》，皇帝因而嘉許他。晚年北游，住保定莲花寺至亡故止。

## 作品
- 《梅花长卷》